# Quaker Oats Company
Quaker Oats Company, або просто Quaker — харчовий конгломерат з Чикаго, США. З 2001 року власність компанії PepsiCo.

## Історія
У 1850-х Фердинанд Шумахер і Робер Стюарт винайшли млини для вівсянки. Невдовзі Шумашер заснував компанію German Mills American Oatmeal Company в місті Акрон (Огайо), а Стюарт — North Star Mills у місті Герст (Онтаріо). 1870 року на сторінках газети «Akron Beacon Journal» Шумахер опублікував першу відому рекламу вівсянки. 1877 року засновано Quaker Mill Company в Равенні, Огайо. «Назву обрано, коли Генрі Сеймор — партнер Quaker Mill — знайшов в енциклопедії статтю про квакерство і вирішив що якості (цілісність, чесність та чистота), якими описували квакерів, цілком доречні для ототожнення з продуктами компанії». Quaker Mill Company стала власником торгової марки  Quaker. 4 вересня 1877 року Генрі Сеймор подав заявку на першу торгову марку для сухого сніданку, «чоловіка, одягнутого як квакер».
1879 року Джон Стюарт та його син Роберт долучилися до Джорджа Дугласа і створили компанію Imperial Mill, розпочавши діяльність у Чикаго, Іллінойс. 1881 року Генрі Кровелл придбав компанію Quaker Mill Company, а вже наступного року запустив всенаціональну рекламну кампанію Quaker Oats, вводячи в обіг коробки для свого продукту, що дозволи продавати товари не лише у великих кількостях, але і в роздріб. Він також купив збанкрутілу компанію Quaker Oat Mill Company у Равенні, та в 1888—1943 роках займав ключові посади як генеральний директор, президент і голова компанії, ставши відомим як магнат вівсянки. Пожертвував 70 % свого багатства Ковельському трасту.
1888 року шляхом злиття семи найбільших виробників вівсянки утворено American Cereal Company. Фердинанд Шумахер обійняв посаду президента компанії, Генрі Кровелл — генерального директора, а Джон Стюарт — фінансового директора. 1889 року компанія презентувала пробне пакування на пів унції та задля створення сприятливих умов для майбутніх продажів, роздала по одному пакетику в кожен дім в Портленді (Орегон), найнявши хлопців на велосипедах. Згодом розповсюдження товару поширилося на інші міста. Зокрема до звичайної коробки з вівсянкою додавалася подарункова обідня тарілка.
1901 року в Нью-Джерсі утворено Quaker Oats Company з головним офісом у Чикаго. Компанію створено шляхом злиття чотирьох виробників вівсянки: Quaker Mill Company (Равенна, Огайо), яка володіла торговою маркою Quaker; вівсяного млина в Сідар-Рапідс (Айова), що перебував у власності Джона Стюарта, його сина Роберта та Джорджа Дуугласа; German Mills American Oatmeal Company з Акрона (Огайо), що перебувала у власності Шумахера; корпорації The Rob Lewis & Co. Формально відома як суміш вівсяної каші «Доброї для сніданку». Цього ж року новоутворену компанію придбав Генрі Кровелл, який також купив збанкрутілу Quaker Oat Mill Company, яка також знаходилась в Равенні.
1908 року на пакетах своєї продукції компанія представила перший рецепт вівсяного печива, започаткувавши цілу серію рецептів. 1911 року компанія придбала Great Western Cereal Company. Традиційне циліндричне пакування з'явилося в 1915 році. Цього ж року компанія представила покупцям свою преміальну коробку вівсяної каші. Надіславши один долар та вирізаного квакера з коробки, покупці отримували пароварку для приготування вівсянки.
1920 року компанія впровадила напівфабрикат «Quaker Quick Oats», а також запропонувала детекторний приймач у формі циліндричної коробки з-під вівсянки. У 1930-х роках компанія використовувала дівчаток-п'ятірню Діон в рекламних цілях. У 30-ті роки американський фотограф Теодор Горидчак задокументував за допомогою фотографій будівлю, операційний відділ та робітників заводу в Сідар-Рапідс.
Під час Другої світової війни, компанія разом із дочірнім підприємством Q. O. Ordnance Company управляла Корнгаскерським артилерійним заводом (шість миль на захід від Гранд-Айленд) як державна підрядницька ділянка на 11,960 акрів. Будівництво почалося в березні 1942 року, а саме виробництво закінчилось 15 серпня 1945 року. Загалом вироблено мільйони одиниць артилерійських припасів (побудовано 41 склад та 219 артилерійських погребів).
1946 року художник Джим Неш намалював портрет квакера, який згодом став основою для відомої версії 1957 року від художника Геддона Сандблома. 1972 року Джон Міллс створив нинішній логотип.
У 1946—1953 роках дослідники Quaker Oats з Массачусетського технологічного інституту та Гарвардського університету проводили експерименти в Центрі розвитку ім. Волтера Е. Фернальда, щоб визначити наскільки добре проходить процес засвоєння мінералів їхньої вівсянки. У батьків дітей з психічними порушеннями попросили дозволу для долучення їхніх дітей до наукового гуртка та участі в експерименті. Приналежність до наукового гуртка надало дітям особливі привілеї. Батькам казали, що дітей триматимуть на дієті з великою кількістю корисних речовин. Однак, до їхнього відома не доводився той факт, що їжа міститиме радіоактивний кальцій та залізо. Отримані результати мали використовуватись як частина рекламної кампанії. Згодом через ці експерименти на компанію подали до суду. Судова справа завершилась 31 грудня 1997 року
1968 року побудовано завод в Данвілі (Іллінойс), який зараз виробляє різну продукцію. 1969 року компанія придбала Fisher-Price, яка займалася виробництвом іграшок. У 1970-х компанія також профінансувала фільм «Віллі Вонка і шоколадна фабрика», щоб отримати ліценцію на назви деяких продуктів, згаданих у фільмі на позначення батончиків. 1983 року компанія Quaker купила Stokely-Van Camp, Inc., виробника Van Camp та Gatorade.
У серпні 2001 року PepsiCo придбала компанію Quaker Oats за 14 мільярдів доларів.